# チトセバイカモ
チトセバイカモ（千歳梅花藻、Ranunculus yesoensis）は、キンポウゲ科・キンポウゲ属に分類される水草の一種。

## 分布
日本固有種。北海道にのみ分布するとされるが、青森県や秋田県でも分布の記録が残っている。千歳川で初めて採集された。

## 特徴
比較的浅くてある程度の流れがある清流に生育し、自生地は限られる。生育地となる河川では水底に固着して、茎や葉を水流にまかせて揺らしている姿がみられる。
多年草。花期は7-8月で小さな白い花を咲かせる。近縁種のバイカモの花床や果実には毛があるが、チトセバイカモは無毛である。

## 保全状況評価
農薬や生活排水による水質汚濁や開発による水辺環境の悪化によって生息地が失われており、各地で絶滅の危機に瀕している。
北海道のレッドデータブックで希少種に指定されているほか、青森県では最重要希少野生生物に、秋田県では絶滅危惧種IB類に指定されている。